# Paracanthonchus mutatus
Paracanthonchus mutatus is een rondwormensoort uit de familie van de Cyatholaimidae.